# Comuna Hrecikîne, Kroleveț
Hrecikîne (în ucraineană Гречкине) este o comună în raionul Kroleveț, regiunea Sumî, Ucraina, formată din satele Didivșciîna, Hrecikîne (reședința), Pionerske, Pîrotciîne, Vasîlkivșciîna, Voronțove și Zaricicea.

## Demografie
Componența lingvistică a comunei Hrecikîne
     Ucraineană (95,25%)
     Rusă (4,75%)
Conform recensământului din 2001, majoritatea populației comunei Hrecikîne era vorbitoare de ucraineană (95,25%), existând în minoritate și vorbitori de rusă (4,75%).